# Панюков, Михаил Иванович
Михаил Иванович Панюков — советский хозяйственный и государственный деятель, Герой Социалистического Труда.

## Биография
Родился в 1912 году. Член КПСС.
Участник советско-финской войны:
В 1954—1957 — второй секретарь Истринского райкома КПСС.
В 1957—1972 — директор Глебовской птицефабрики Истринского района Московской области.
Указом Президиума Верховного Совета СССР от 22 марта 1966 года присвоено звание Героя Социалистического Труда с вручением ордена Ленина и золотой медали «Серп и Молот».
Делегат XXIII съезда КПСС.
Умер после 1972 года.

## Награды и звания
- Герой Социалистического Труда (22.03.1966)
- Орден Ленина (22.3.1966)
- Орден Красного Знамени (1940)
- Орден Трудового Красного Знамени (08.04.1971)
- Орден Знак Почёта (30.01.1957)

## Сочинения
- Панюков, Михаил Иванович. Глебовская птицефабрика высокорентабельное хозяйство [Текст] / М. И. Панюков, И. Г. Володкин. — [Москва] : [Колос], 1965 [вып. дан. 1966]. — 13 с. : ил.; 21 см
- Панюков, Михаил Иванович. На Глебовской птицефабрике [Текст] / М. Панюков, дир. птицефабрики. — М.: Моск. рабочий, 1962. — 35 с. : ил.; 17 см.